# Pasión de los fuertes
Pasión de los fuertes (título original en inglés: My Darling Clementine) es una película estadounidense del género wéstern, estrenada en 1946 y dirigida por John Ford. Basada en una biografía ficticia de Wyatt Earp publicada en 1931 por Stuart N. Lake, la película narra el famoso duelo conocido como el tiroteo en el O.K. Corral, que enfrentó a los hermanos Earp y a los Clanton.
El título de la película está tomado del tema musical «Oh My Darling, Clementine», cantado en partes durante los créditos de apertura y cierre.
Pasión de los fuertes es considerada como una de las obras maestras de Ford, y uno de los grandes wésterns de la historia del cine. En 1991, la película fue considerada «cultural, histórica y estéticamente significativa» por la Biblioteca del Congreso de Estados Unidos y seleccionada para su preservación en el National Film Registry.

## Argumento
A Wyatt Earp, antiguo sheriff de Dodge City, le es ofrecida la vacante como comisario de la ciudad de Tombstone, tras haber desarmado a un peligroso delincuente. En un principio Wyatt rechaza el puesto, porque ahora se dedica al negocio del ganado junto con sus hermanos. Pero la muerte del menor de sus hermanos lo hace decidirse por aceptar la vacante y nombrar a sus hermanos como ayudantes. No tarda Wyatt en hacer amistad con un jugador y pistolero llamado Doc Holliday. Este ayudará a los Earp en su lucha contra los Clanton y finalmente participará en el duelo en el O.K. Corral, donde el clan Earp acabará con los Clanton.

## Reparto
- Henry Fonda - Wyatt Earp
- Tim Holt - Virgil Earp
- Ward Bond - Morgan Earp
- Victor Mature - Doc Holliday
- Walter Brennan - Ike Clanton
- Linda Darnell - Chihuahua
- Cathy Dawns - Clementine Carter